# Olena Schupijewa-Wjasowa
Olena Schupijewa-Wjasowa (ukrainisch Олена Жупієва-В'язова, engl. Transkription Olena Zhupiyeva-Vyazova; * 18. April 1960 in Archangelsk) ist eine ukrainische Langstreckenläuferin.
Die für die damalige Sowjetunion startende Athletin holte bei den Leichtathletik-Weltmeisterschaften 1987 in Rom Silber im 10.000-Meter-Lauf hinter Ingrid Kristiansen (NOR) und vor Kathrin Ullrich (GDR).
Bei den Olympischen Spielen 1988 in Seoul gewann sie ebenfalls über 10.000 m die Bronzemedaille hinter Olga Bondarenko (URS) und Liz McColgan (GBR).
1993 siegte sie beim Grand Prix von Bern über 10 Meilen.